# NK Korpar Grebnice
NK Korpar je bosanskohercegovački nogometni klub iz Grebnica kod Domaljevca.

## Povijest
Osnovan je 1956. godine. Klub je Grebničanima značio uvijek više od nogometa. Rat nije uzdrmao športski klub. Grebničarni su ustrajali da klub opstane i ostane simbol Grebnica. U mjesto preovladava mišljenje da ako se ugasi NK "Korpar" da su ugašene i Grebnice. Zatim su izgradili nove svlačione, iznad njih natkrivene tribine, športsku čitaonicu i kafić. 2015. godine počelo se s nasipanjem i uređenjem terena i proljeća 2016. privodio se projekt uređenja kraju. Korpar u čast 60. obljetnice utemeljenja organizirao je Prvo grebničko sijelo.
U sezoni 2021./22. postaju prvaci u 2. županijskoj ligi te nakon deset godina postaju županijski prvoligaš.
Trenutačno se natječe u 1. županijskoj ligi PŽ.
Korpar ima svoju himnu koja je i uglazbljena. Autor teksta himne je Ivo Kobaš.